# Dispersió dinàmica de la llum

Dispersió de llum dinàmica hipotètica de dues mostres: partícules més grans a la part superior i partícules més petites a la part inferior.

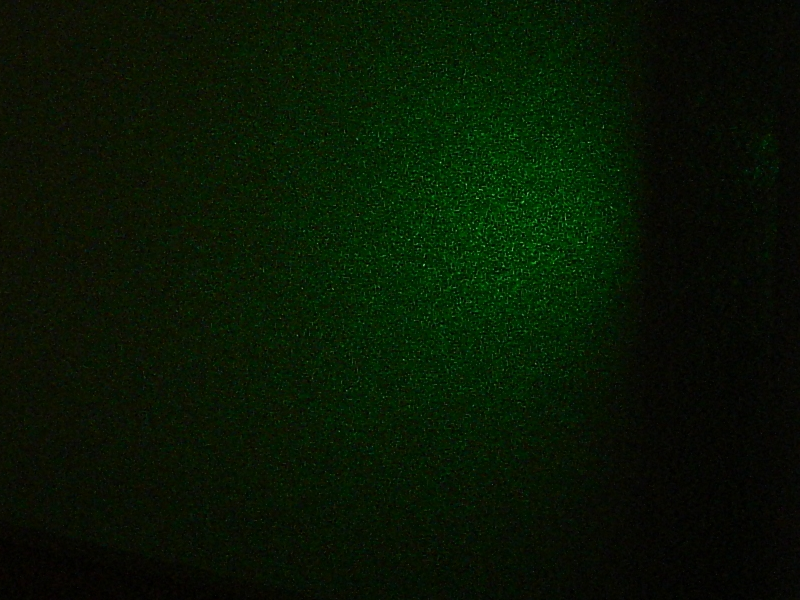
Figura 1. Patró típic de taques.

La dispersió dinàmica de la llum (DLS) és una tècnica de física que es pot utilitzar per determinar el perfil de distribució de mida de petites partícules en suspensió o polímers en solució. En l'àmbit de DLS, les fluctuacions temporals s'analitzen normalment mitjançant la funció d'autocorrelació d'intensitat o fotons (també coneguda com espectroscòpia de correlació de fotons o dispersió de llum quasi elàstica). En l'anàlisi del domini del temps, la funció d'autocorrelació (ACF) sol decaure a partir d'un temps de retard zero, i una dinàmica més ràpida a causa de partícules més petites condueix a una decorrelació més ràpida de la traça d'intensitat dispersa. S'ha demostrat que la intensitat ACF és la transformada de Fourier de l'espectre de potència i, per tant, les mesures DLS es poden realitzar igualment bé en el domini espectral. El DLS també es pot utilitzar per sondejar el comportament de fluids complexos, com ara solucions de polímers concentrats.

## Experiment
Una font de llum monocromàtica, generalment un làser, es dispara a través d'un polaritzador i cap a una mostra. A continuació, la llum dispersa passa per un segon polaritzador on és recollida per un fotomultiplicador i la imatge resultant es projecta en una pantalla. Això es coneix com a patró de taques (figura 1).

## Descripció
Quan la llum colpeja partícules petites, la llum es dispersa en totes direccions (dispersió de Rayleigh) sempre que les partícules siguin petites en comparació amb la longitud d'ona (per sota de 250 nm). Fins i tot si la font de llum és un làser i, per tant, és monocromàtica i coherent, la intensitat de dispersió fluctua amb el temps. Aquesta fluctuació es deu a petites partícules en suspensió que pateixen moviment brownià, de manera que la distància entre els dispersors de la solució canvia constantment amb el temps. Aleshores, aquesta llum dispersa pateix una interferència constructiva o destructiva per part de les partícules circumdants, i dins d'aquesta fluctuació d'intensitat, conté informació sobre l'escala de temps de moviment dels dispersors. La preparació de la mostra per filtració o centrifugació és fonamental per eliminar la pols i els artefactes de la solució.

## Aplicacions
El DLS s'utilitza per caracteritzar la mida de diverses partícules incloses proteïnes, polímers, micel·les, gàbies de proteïnes i partícules semblants a virus, vesícules, hidrats de carboni, nanopartícules, cèl·lules biològiques, i gels. Si el sistema no està dispers en mida, es pot determinar el diàmetre efectiu mitjà de les partícules. Aquesta mesura depèn de la mida del nucli de partícules, la mida de les estructures superficials, la concentració de partícules i el tipus d'ions del medi.